# Schizaphis werderi
Schizaphis werderi är en insektsart som beskrevs av Carl Julius Bernhard Börner 1950. Schizaphis werderi ingår i släktet Schizaphis och familjen långrörsbladlöss. Inga underarter finns listade i Catalogue of Life.